# 天津市
天津市（てんしんし/テンチンし、簡体字中国語: 天津市、拼音: Tiānjīn、英語: Tianjin）は、中華人民共和国に位置する直轄市。国家中心都市の一つ。略称は津。
華北平原海河の五大支流の合流する所に位置し、東に渤海を、北に燕山を臨む。市内を流れる海河は天津の母親河とも呼ばれる。
環渤海湾地域の経済的中心地であり、中国北方最大の対外開放港である。天津の北西120 kmにある首都北京市とは高速道路、高速直通列車、京津城際線によって、30分から2時間以内で結ばれている。元々は海河の河港であったが、河口の塘沽に大規模な港湾やコンテナターミナル、工業地帯が形成されている。
中国有数の大都市で、2014年時点の都市圏人口は1535万人。
清の滅亡後に溥儀を受け入れた唯一の租界。

## 地理

### 気候

周辺の水系図

1月の平均気温は零下3.2度、7月の平均気温は26.5度、年平均気温は12.8度、年降水量は544.3 mmであり、亜寒帯冬季少雨気候 (Dwa) に属する。
| 天津 (1991–2020)の気候                    | 天津 (1991–2020)の気候 | 天津 (1991–2020)の気候 | 天津 (1991–2020)の気候 | 天津 (1991–2020)の気候 | 天津 (1991–2020)の気候 | 天津 (1991–2020)の気候 | 天津 (1991–2020)の気候 | 天津 (1991–2020)の気候 | 天津 (1991–2020)の気候 | 天津 (1991–2020)の気候 | 天津 (1991–2020)の気候 | 天津 (1991–2020)の気候 | 天津 (1991–2020)の気候 |
| 月                                        | 1月                    | 2月                    | 3月                    | 4月                    | 5月                    | 6月                    | 7月                    | 8月                    | 9月                    | 10月                   | 11月                   | 12月                   | 年                     |
| ----------------------------------------- | ---------------------- | ---------------------- | ---------------------- | ---------------------- | ---------------------- | ---------------------- | ---------------------- | ---------------------- | ---------------------- | ---------------------- | ---------------------- | ---------------------- | ---------------------- |
| 最高気温記録 °C （°F）                    | 14.3 (57.7)            | 20.8 (69.4)            | 30.5 (86.9)            | 33.1 (91.6)            | 40.5 (104.9)           | 40.1 (104.2)           | 40.5 (104.9)           | 37.4 (99.3)            | 34.9 (94.8)            | 30.8 (87.4)            | 23.1 (73.6)            | 14.4 (57.9)            | 40.5 (104.9)           |
| 平均最高気温 °C （°F）                    | 2.1 (35.8)             | 5.8 (42.4)             | 12.8 (55)              | 20.8 (69.4)            | 26.8 (80.2)            | 30.2 (86.4)            | 31.6 (88.9)            | 30.7 (87.3)            | 26.9 (80.4)            | 19.8 (67.6)            | 10.7 (51.3)            | 3.7 (38.7)             | 18.49 (65.28)          |
| 日平均気温 °C （°F）                      | −2.8 (27)              | 0.4 (32.7)             | 7.0 (44.6)             | 14.8 (58.6)            | 21.0 (69.8)            | 25.0 (77)              | 27.2 (81)              | 26.3 (79.3)            | 21.7 (71.1)            | 14.3 (57.7)            | 5.7 (42.3)             | −0.9 (30.4)            | 13.31 (55.96)          |
| 平均最低気温 °C （°F）                    | −6.5 (20.3)            | −3.7 (25.3)            | 2.4 (36.3)             | 9.6 (49.3)             | 15.8 (60.4)            | 20.6 (69.1)            | 23.6 (74.5)            | 22.7 (72.9)            | 17.4 (63.3)            | 9.9 (49.8)             | 1.8 (35.2)             | −4.3 (24.3)            | 9.11 (48.39)           |
| 最低気温記録 °C （°F）                    | −18.1 (−0.6)           | −22.9 (−9.2)           | −17.7 (0.1)            | −2.8 (27)              | 4.5 (40.1)             | 10.1 (50.2)            | 16.2 (61.2)            | 13.7 (56.7)            | 6.2 (43.2)             | −2.2 (28)              | −11.4 (11.5)           | −16.2 (2.8)            | −22.9 (−9.2)           |
| 降水量 mm （inch）                        | 2.6 (0.102)            | 6.0 (0.236)            | 6.1 (0.24)             | 22.8 (0.898)           | 37.7 (1.484)           | 78.0 (3.071)           | 141.2 (5.559)          | 122.3 (4.815)          | 54.8 (2.157)           | 32.8 (1.291)           | 13.5 (0.531)           | 3.1 (0.122)            | 520.9 (20.506)         |
| 平均降水日数 （≥0.1 mm）                  | 1.3                    | 2.3                    | 2.5                    | 4.5                    | 6.2                    | 9.0                    | 11.1                   | 9.8                    | 6.4                    | 4.8                    | 3.0                    | 2.0                    | 62.9                   |
| % 湿度                                    | 54                     | 54                     | 49                     | 48                     | 53                     | 64                     | 73                     | 75                     | 67                     | 62                     | 60                     | 56                     | 59.6                   |
| 平均月間日照時間                          | 167.6                  | 175.9                  | 227.7                  | 243.8                  | 267.8                  | 233.9                  | 202.2                  | 203.3                  | 212.3                  | 199.8                  | 165.2                  | 160.9                  | 2,460.4                |
| 日照率                                    | 55                     | 58                     | 61                     | 61                     | 60                     | 53                     | 45                     | 49                     | 58                     | 59                     | 55                     | 55                     | 55.8                   |
| 出典：China Meteorological Administration |                        |                        |                        |                        |                        |                        |                        |                        |                        |                        |                        |                        |                        |

## 歴史
天津は隋代に大運河が開通し、南運河と北運河の交差地点の三会海口（現在の金鋼橋三岔河口）がその発祥である。唐代中期以降は南方からの食糧輸送基地となり、金代には直沽寨、元代には海津鎮が設置され、食糧輸送以外にも軍事拠点としての要衝とされた。
1400年（建文2年）、明の皇族である朱棣が兵を率いて南下、永楽帝として即位すると(靖難の変)、皇帝が河を渡った場所を意味する天津の地名が初めて登場した。1404年（永楽2年）、軍事基地としての衛が設置され、翌年には天津左衛が、更に2年後には天津右衛が設置された。1652年（順治9年）に清代により三衛が統合され天津衛とされ、1725年（雍正3年）に天津州、1731年（雍正9年）に天津府と改められ、天津府の下部に天津県・静海県・青県・南皮県・塩山県・慶雲県・滄州を管轄した。清末には天津は直隷総督の駐在地とされ、李鴻章や袁世凱による洋務派の拠点となった。
1858年（咸豊8年）、アロー戦争（第2次アヘン戦争）で英仏連合軍に敗北し、天津条約が締結された。次いで締結した北京条約で1860年（咸豊10年）に天津は開港され、以後北京の外港として急速な発展を見た。このため19世紀後半から20世紀前半にかけて、イギリス、フランス、日本、ドイツ（第一次世界大戦の敗北により1919年に返還、消滅）、アメリカ（1902年にイギリスに併合され消滅）、ロシア、イタリア、ベルギー、オーストリア＝ハンガリー（第一次世界大戦の敗北により返還、消滅）が相次いで天津租界を設置し、中国で最も租界の数が多い都市となった。1900年（光緒26年）に義和団の乱では八カ国連合軍が天津より上陸し、北京を占拠している。
中華民国が成立すると1927年（民国16年）に天津市に昇格、その後の日中戦争では1937年（民国26年）より1945年（民国34年）まで、イタリア租界を除き汪兆銘政権と日本軍により統治され、またイタリア軍のイタリア極東艦隊が拠点を置き日本とともに戦った。
戦後はアメリカ軍が駐留したものの、1949年に中華人民共和国が成立すると天津は直轄市に指定され、中華人民共和国の工業及び貿易の拠点として発展し現在に至っている。

## 行政区画
| 天津市の地図                                                                        | 天津市の地図 | 天津市の地図 | 天津市の地図 | 天津市の地図 | 天津市の地図 | 天津市の地図 | 天津市の地図 | 天津市の地図 | 天津市の地図 | 天津市の地図 | 天津市の地図 | 天津市の地図 | 天津市の地図 | 天津市の地図 |
| ----------------------------------------------------------------------------------- | ------------ | ------------ | ------------ | ------------ | ------------ | ------------ | ------------ | ------------ | ------------ | ------------ | ------------ | ------------ | ------------ | ------------ |
| 1 2 3 4 5 6 薊州区 宝坻区 寧河区 浜海新区 東麗区 津南区 西青区 北辰区 武清区 静海区 |              |              |              |              |              |              |              |              |              |              |              |              |              |              |

| - 1.和平区 - 2.河東区 | - 3.河西区 - 4.南開区 | - 5.河北区 - 6.紅橋区 |

## 対外関係

### 姉妹都市･提携都市

#### 日本
- 天津市
  - 兵庫県神戸市（1973年6月24日）
  - 三重県四日市市（1980年10月28日）
  - 千葉県千葉市（1986年5月7日）
  - 北海道函館市（2001年10月18日）
- 天津市和平区
  - 兵庫県播磨町（1993年3月25日）
- 天津市薊州区
  - 福島県西郷村（1995年4月26日）

#### 日本以外
| - フィラデルフィア（アメリカ合衆国） - メルボルン（オーストラリア） - サラエボ（ボスニア・ヘルツェゴビナ） - ノール＝パ・ド・カレー地域圏（フランス） - ミラノ（イタリア） - シカゴ（アメリカ合衆国） - フローニンゲン（オランダ） | - プロヴディフ（ブルガリア） - イズミル（トルコ） - アビジャン（コートジボワール） - ウランバートル（モンゴル） - ハルキウ（ウクライナ） - ヨンショーピング市（スウェーデン） | - 仁川（韓国） - ウッチ（ポーランド） - リオデジャネイロ（ブラジル） - アマゾナス州（ブラジル） - ハノイ（ベトナム） - 南浦（北朝鮮） - 平壌直轄市 (北朝鮮) |

## 経済
2011年時点のGDPは1兆1191億元であった。中国の都市では上海市、北京市、広州市、深圳市に次ぐ第5位であった。

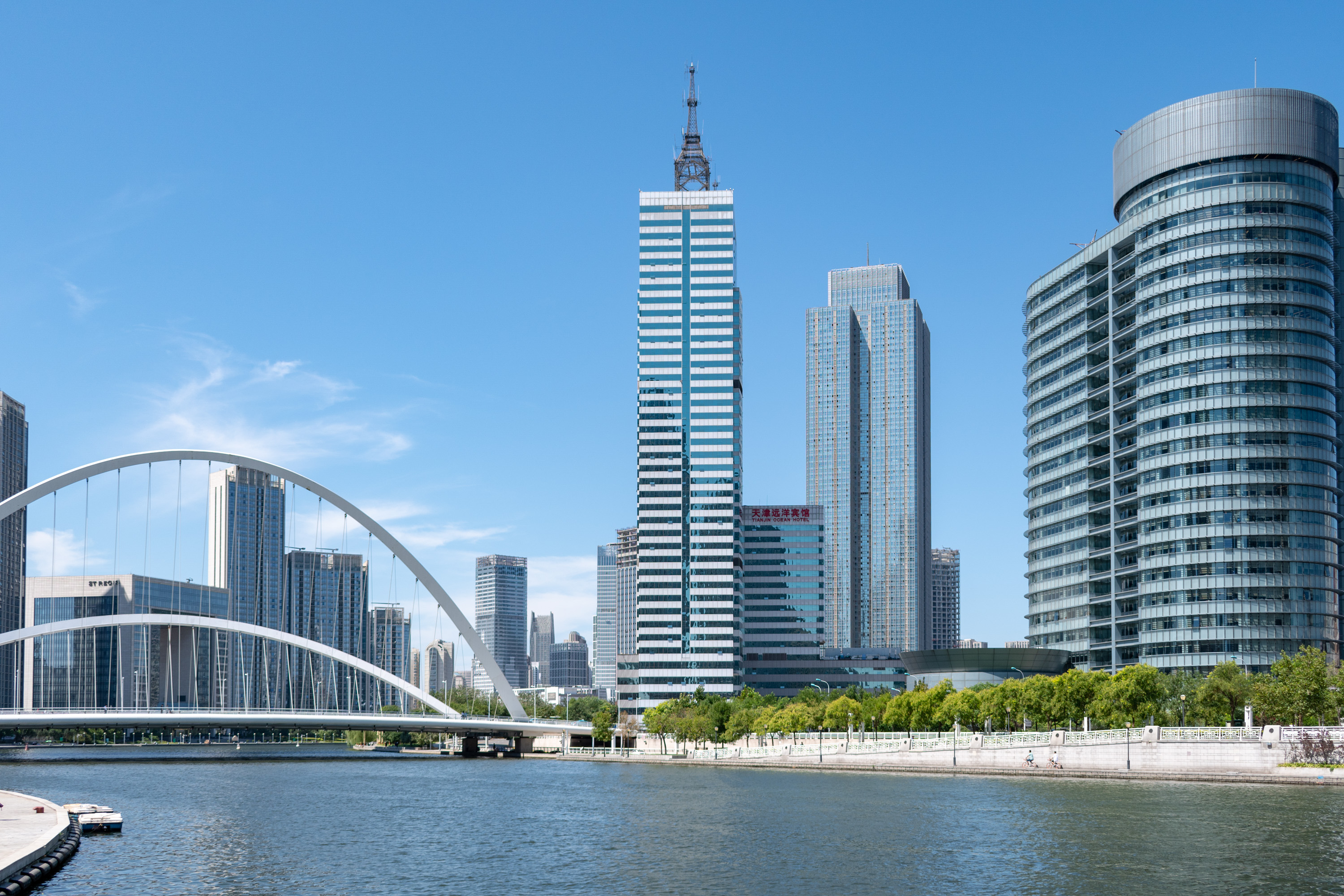
天津の中心業務地区

北京市から高速鉄道で30分という地理的環境、ベトナム一国に匹敵する規模に成長した経済活動を背景に、2010年代には積極的な不動産投資と開発が行われた。この結果、浜海新区を中心に「中国のマンハッタン」と呼ばれる規模の高層ビル群が出現したが、2016年頃からシャドーファイナンスの活動抑制などの影響により不動産市況が一気に冷えこんだ。この結果、世界で最も高い未完成建築として知られる中国屈指の超高層ビルである高銀金融117ビルの建設中断や、オフィスビルの空室率が60%を超えるといった状況も見られるようになった。
長崎銘菓「よりより」は、天津銘菓の麻花児が日本に伝わったもの。
天津飯と称される料理は日本における中華料理の中で誕生したもので、中国では存在しない。天津甘栗という名称も日本だけのものだが、市内には小宝糖炒栗子という甘栗の名店がある。「天津三絶」という名物は、狗不理包子（肉まん）と十八街麻花児と耳朶眼児（揚げパン）のことを指す。

## 教育

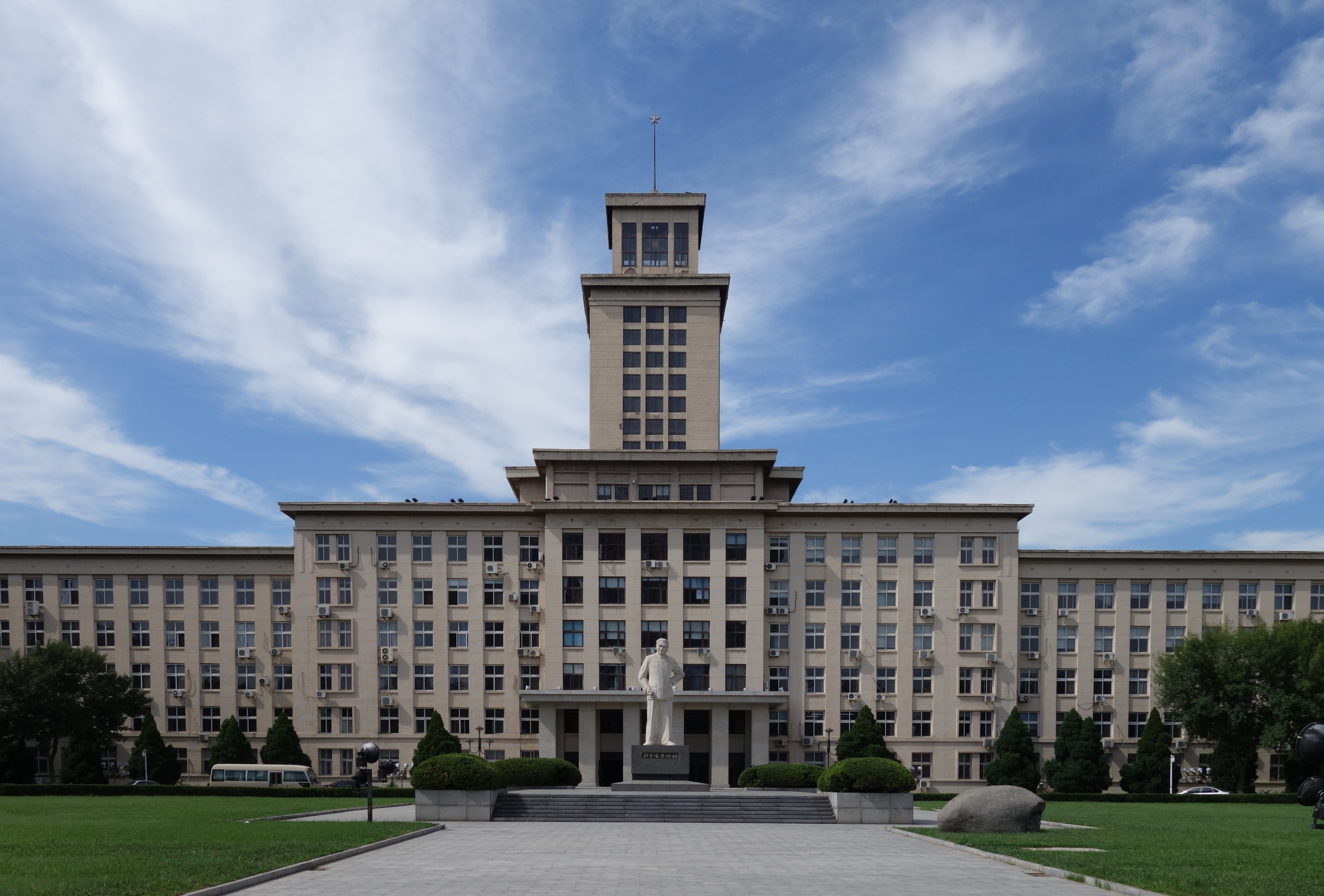
南開大学

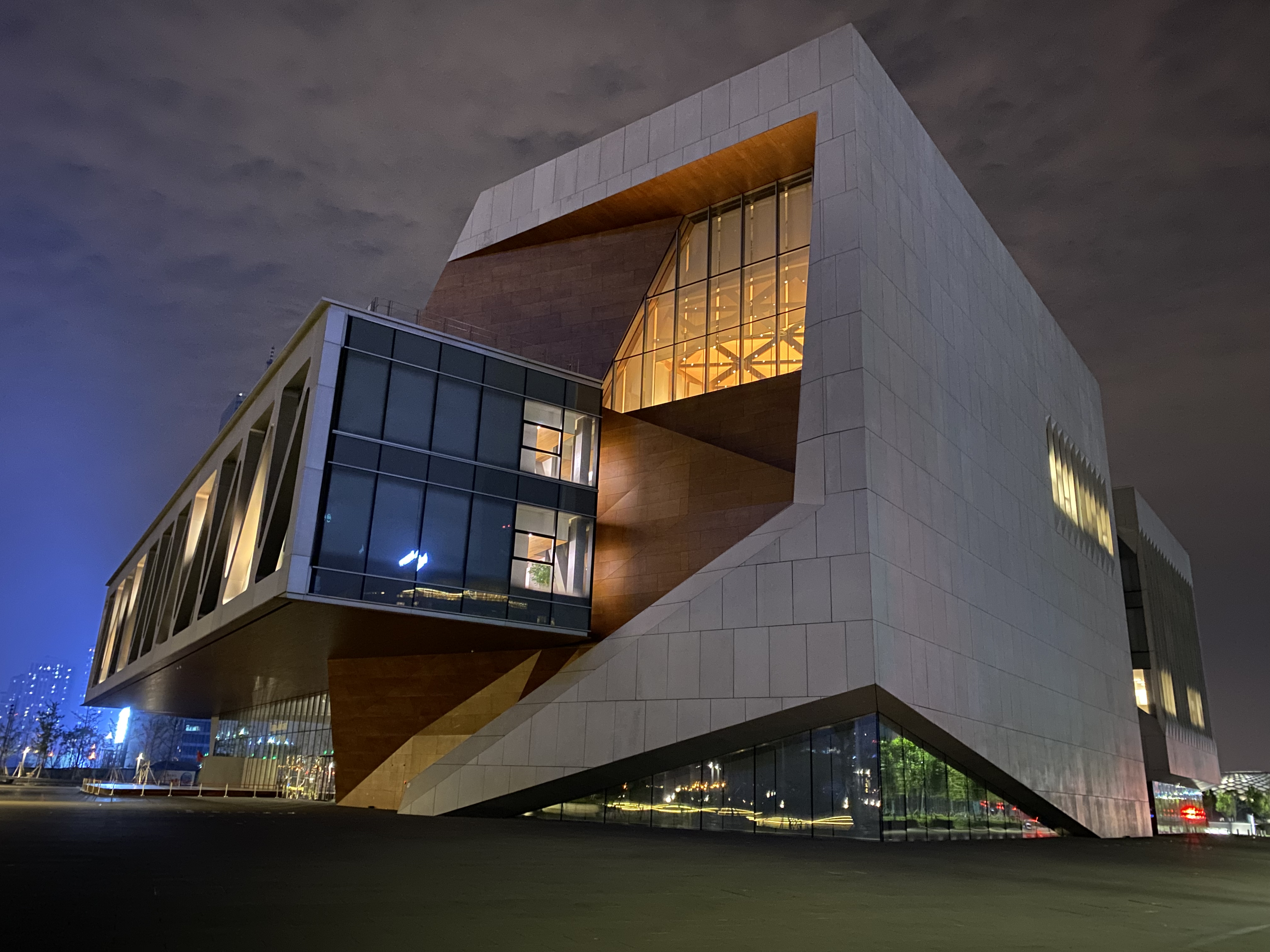
天津茱莉亜学院（天津ジュリアード音楽院）

### 大学
- 南開大学
- 天津大学
- 天津工業大学（中国語版）
- 天津医科大学（中国語版）
- 天津師範大学（中国語版）
- 天津科技大学（中国語版）
- 天津理工大学（中国語版）
- 天津財経大学（中国語版）
- 天津職業技術師範大学（中国語版）
- 中国民用航空大学（中国語版）
- 天津城建大学（中国語版）
- 天津農学院（中国語版）
- 天津中医薬大学
- 天津外国語大学
- 天津商業大学（中国語版）
- 天津体育学院（中国語版）
- 天津美術学院（中国語版）
- 天津音楽学院（中国語版）
- 中国人民解放軍陸軍軍事交通学院（中国語版）
- 中国人民解放軍海軍勤務学院（中国語版）
- 中国人民武装警察部隊指揮学院（中国語版）
- 中国人民武装警察部隊後勤学院（中国語版）

- 北京科技大学天津学院（中国語版）
- 天津財経大学珠江学院（中国語版）

### 中学

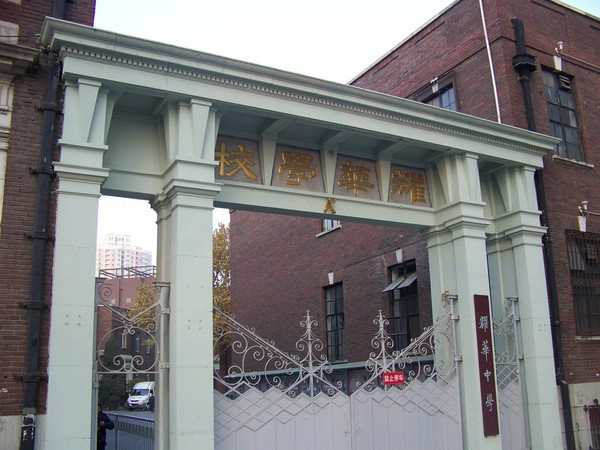
天津市耀華中学旧校舎の正門

- 天津市南開中学（中国語版）
- 天津市耀華中学
- 天津市第一中学（中国語版）
- 天津市新華中学校（中国語版）
- 天津市实验中学（中国語版）
- 天津市天津中学（中国語版）
- 天津市復興中学（中国語版）
- 天津市瑞景中学（中国語版）

## 交通
鉄道

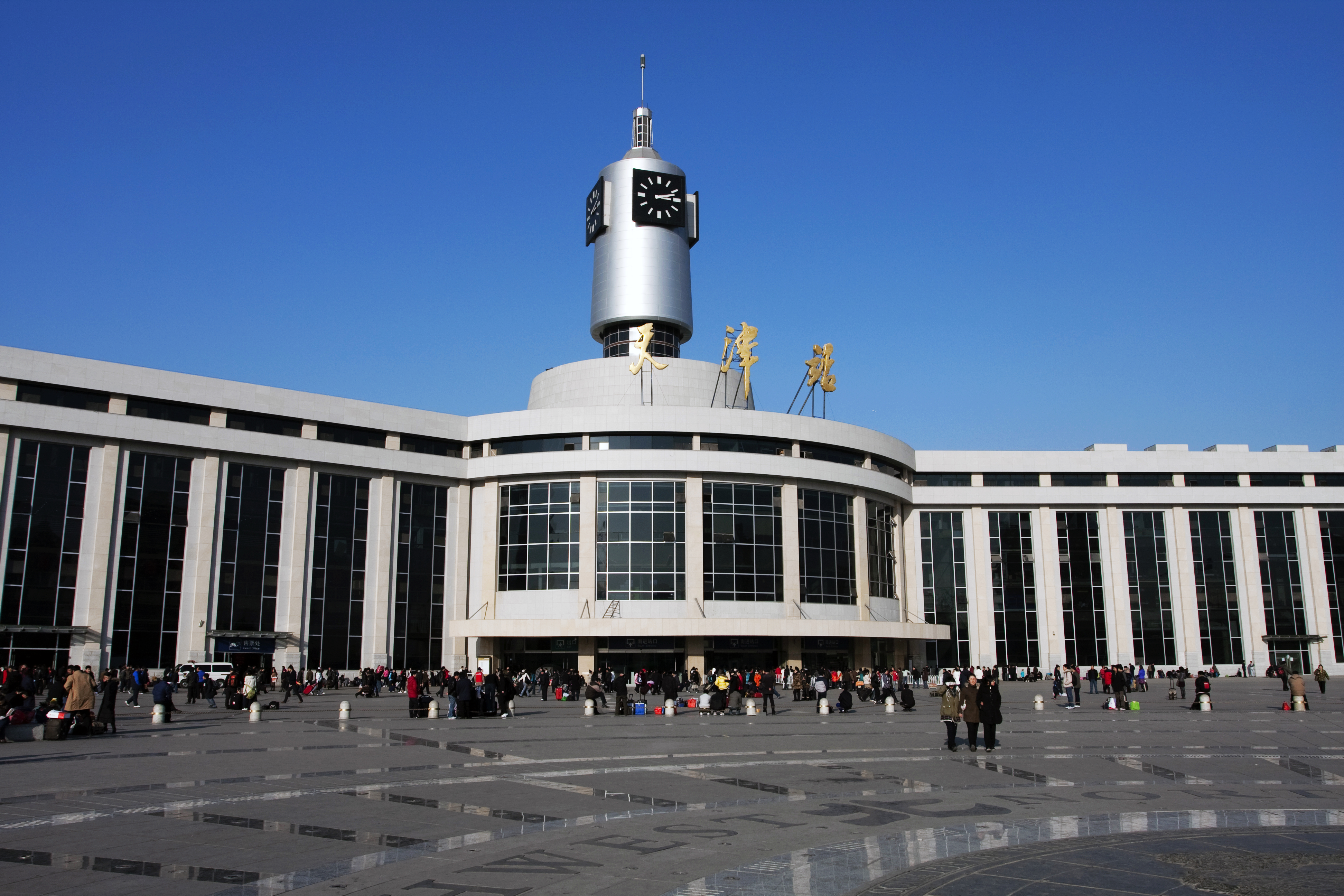
天津駅

- 天津駅:北京との高速鉄道（京津城際線）、普通鉄道の快速列車、東北方面への列車が発着。
- 天津西駅:京滬高速鉄道、津保旅客専用線（中国語版）の駅。主に華中、華南方面への列車が発着。
- 天津南駅:京滬高速鉄道の列車が発着。
- 塘沽駅 (中国国鉄) - 中国国鉄津山線・津浜都市間鉄道の駅。
- 宝坻駅（中国語版） - 京浜都市間鉄道（中国語版）の駅。

天津地下鉄11路線が開通済み。
- - 天津地下鉄1号線
  - 天津地下鉄2号線
  - 天津地下鉄3号線
  - 天津地下鉄4号線
  - 天津地下鉄5号線
  - 天津地下鉄6号線
  - 天津地下鉄8号線
  - 天津地下鉄9号線
  - 天津地下鉄10号線
  - 天津地下鉄11号線
  - 天津地下鉄津静線

航空

天津地下鉄路線図

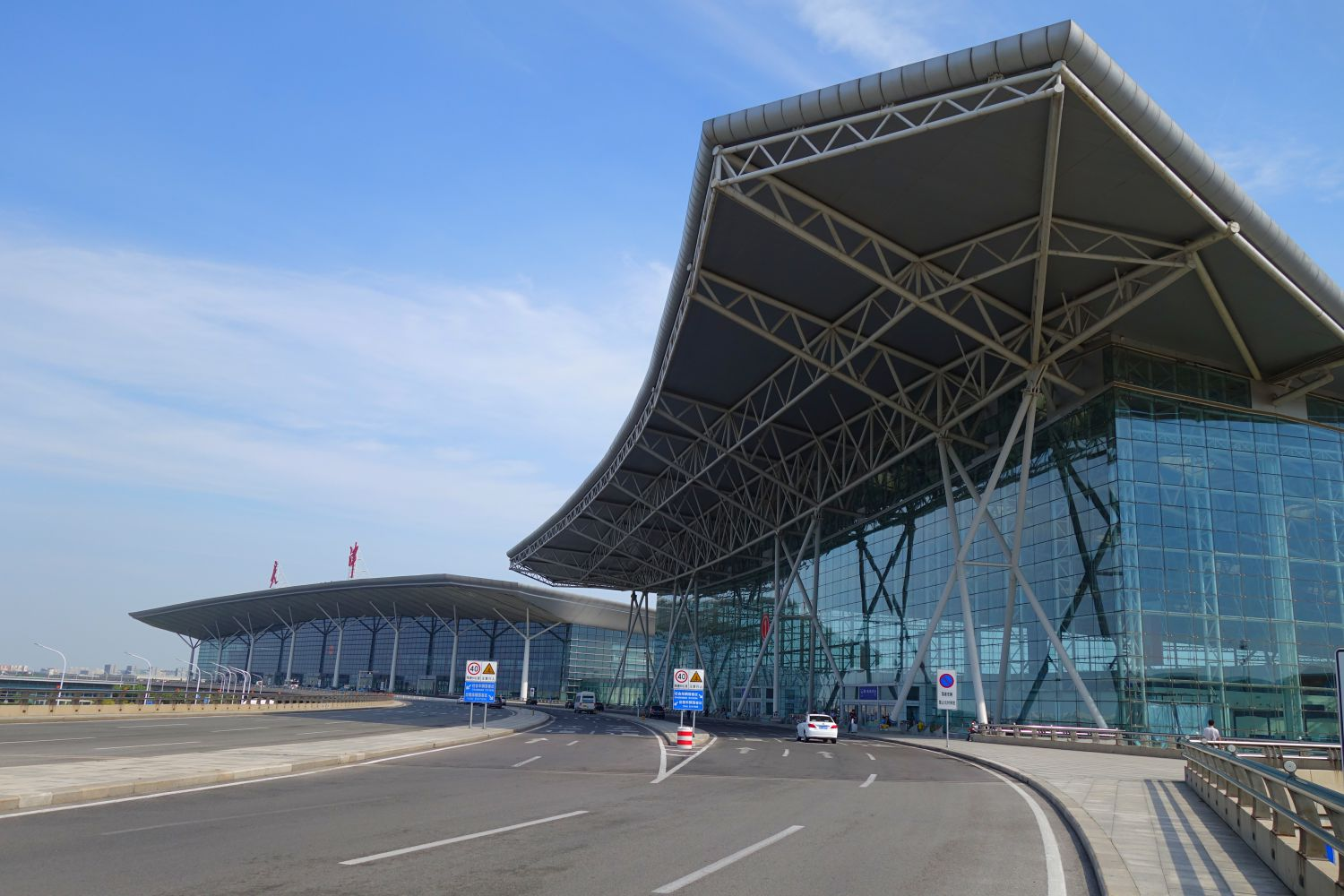
天津浜海国際空港

- 天津浜海国際空港：中心部からタクシーで1時間ほど。

海路
- 天津港:中心部からタクシーで1時間半ほど。大連や仁川港へも定期便がある。

## 観光
- 天塔
- 旧城地区

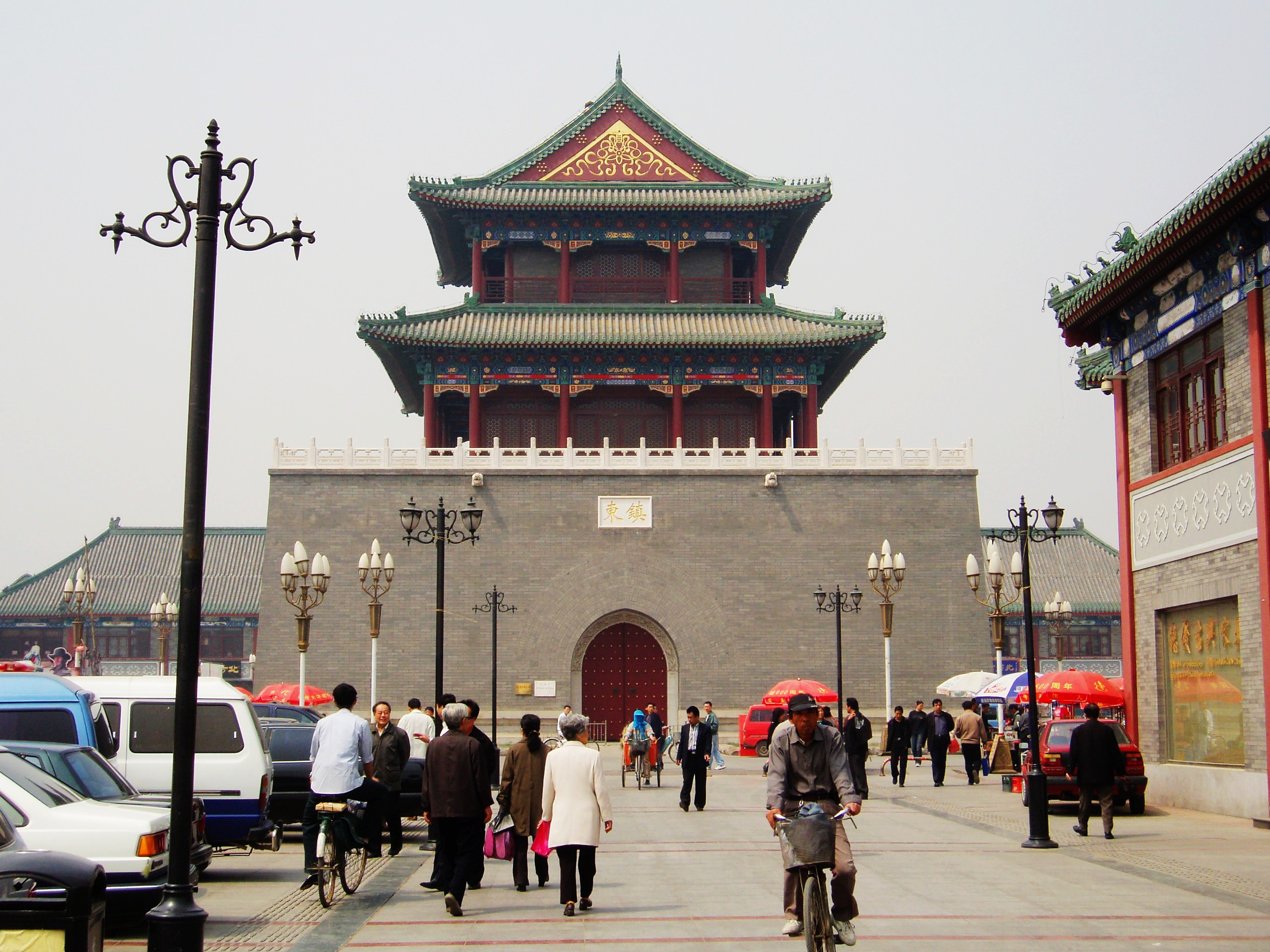
天津鼓楼
- 戯劇博物館
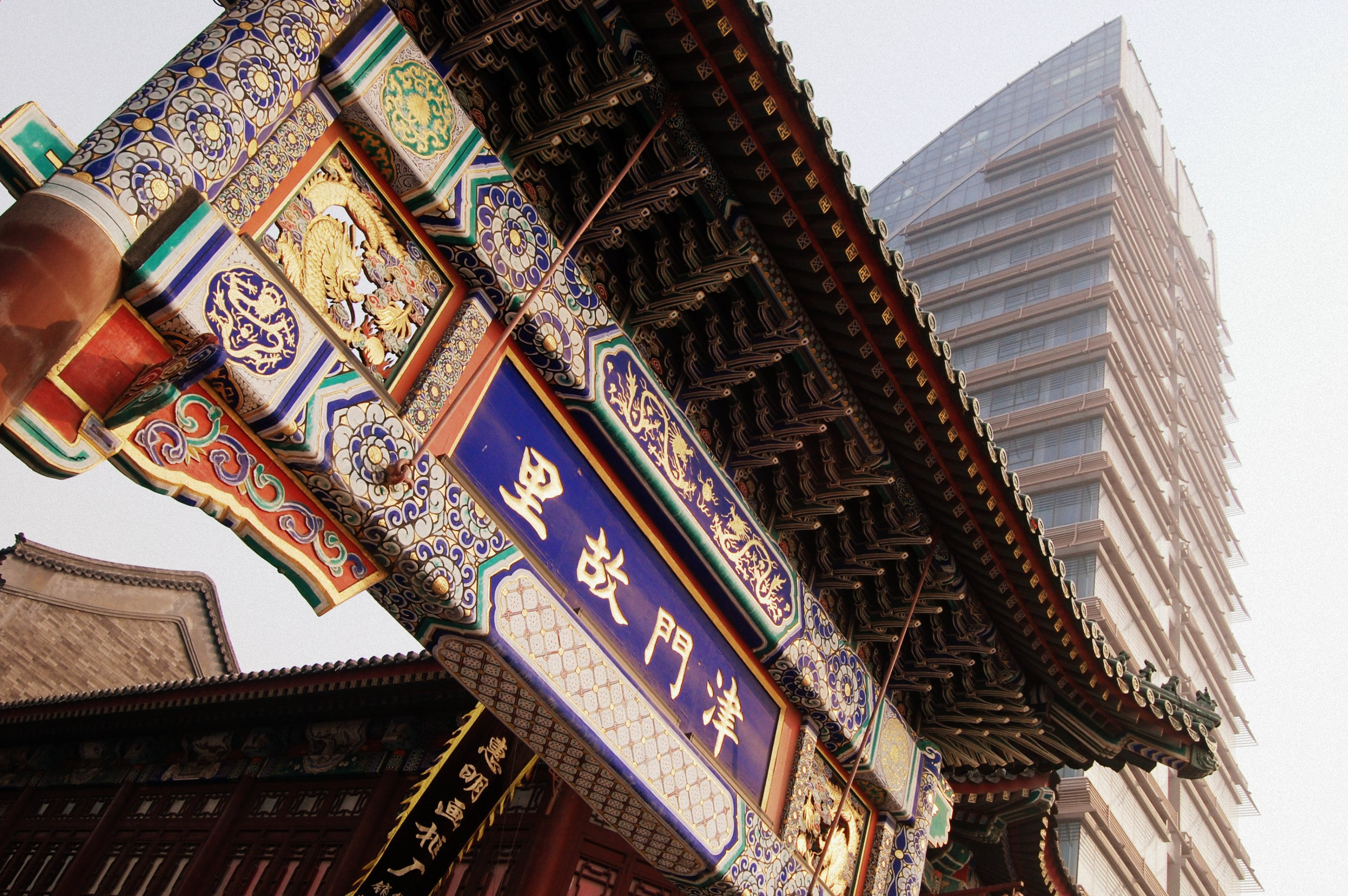
古文化街
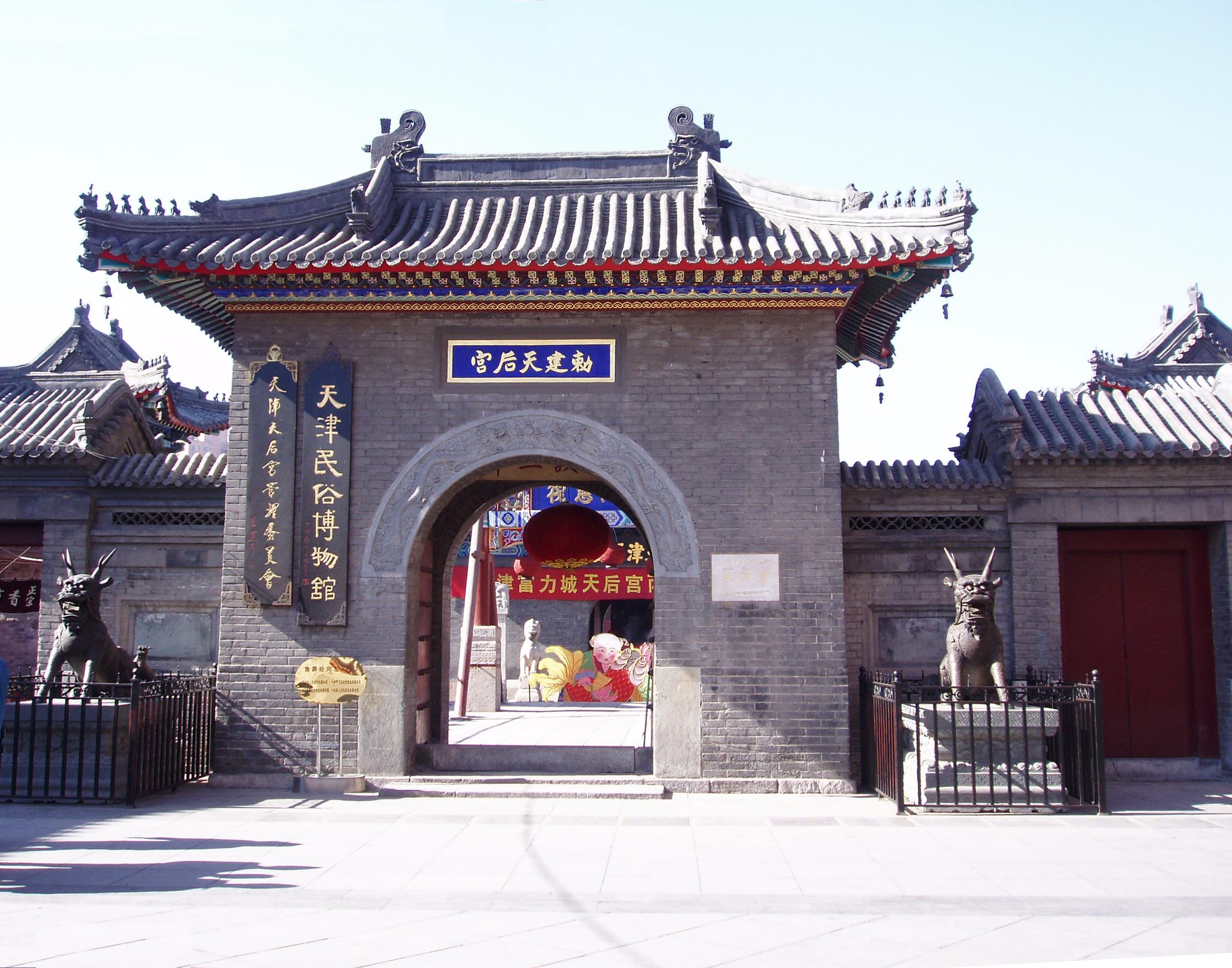
天后宮
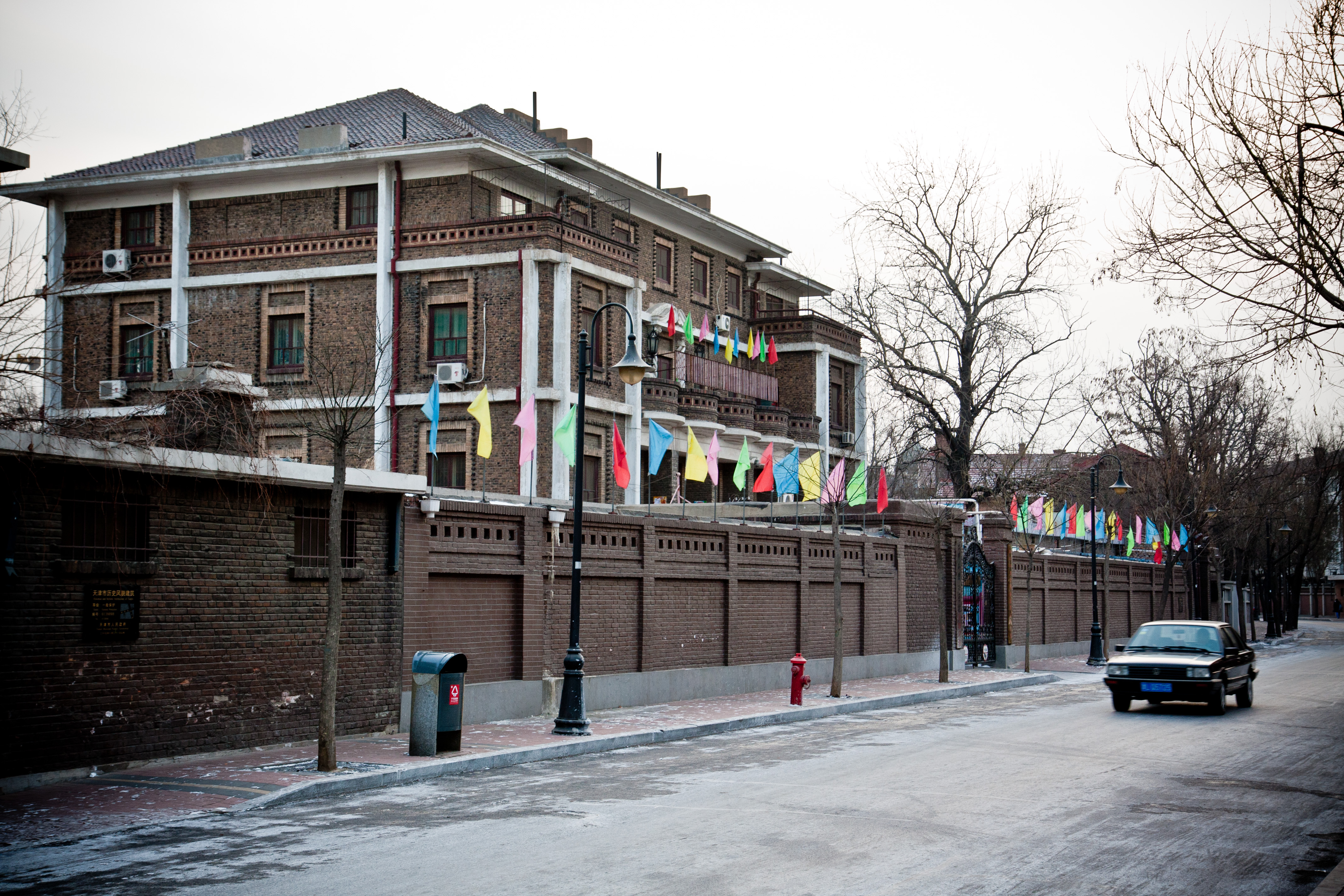
五大道
- 水滴体育館
- 航空母艦テーマパーク
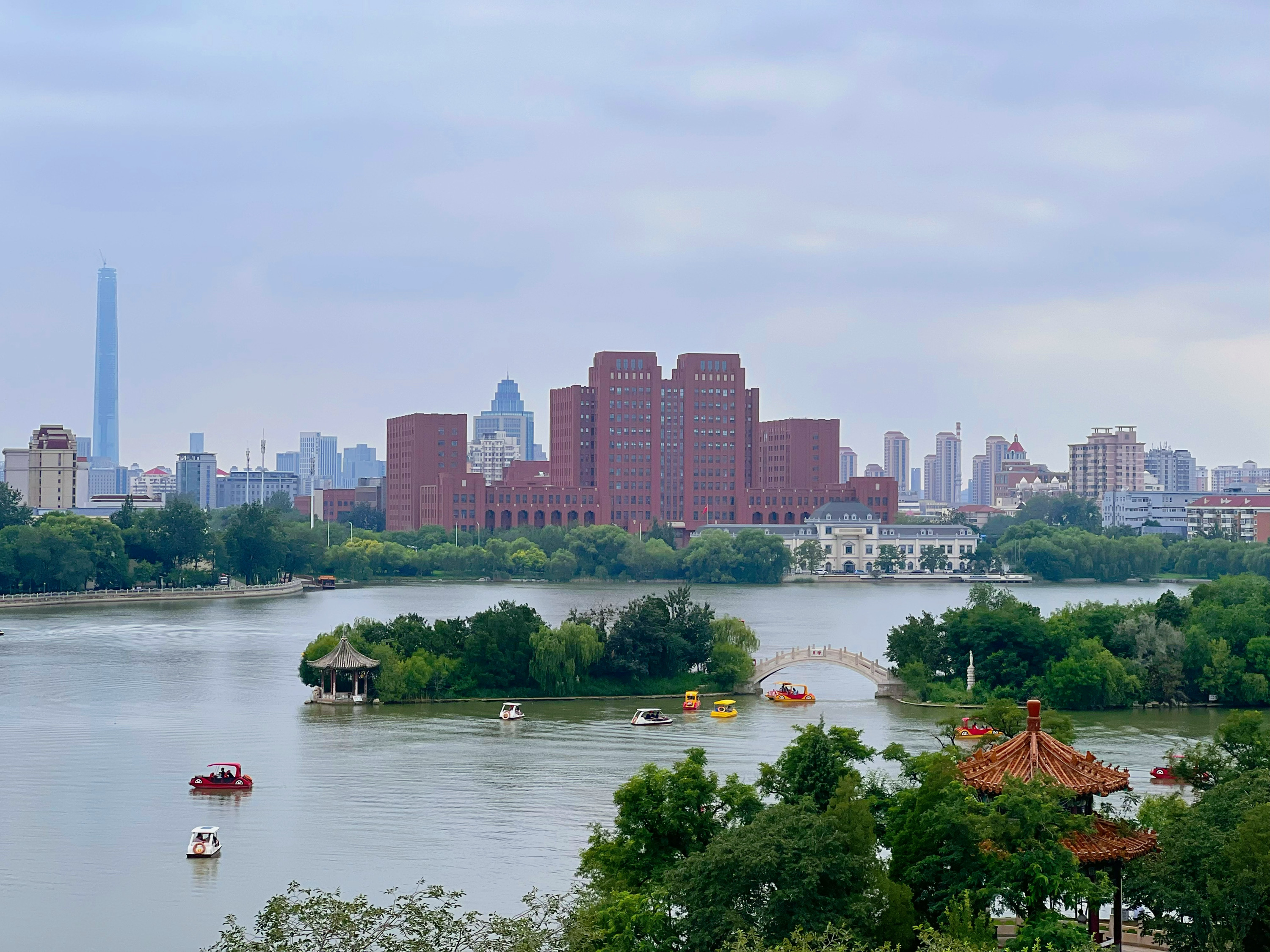
天津水上公園
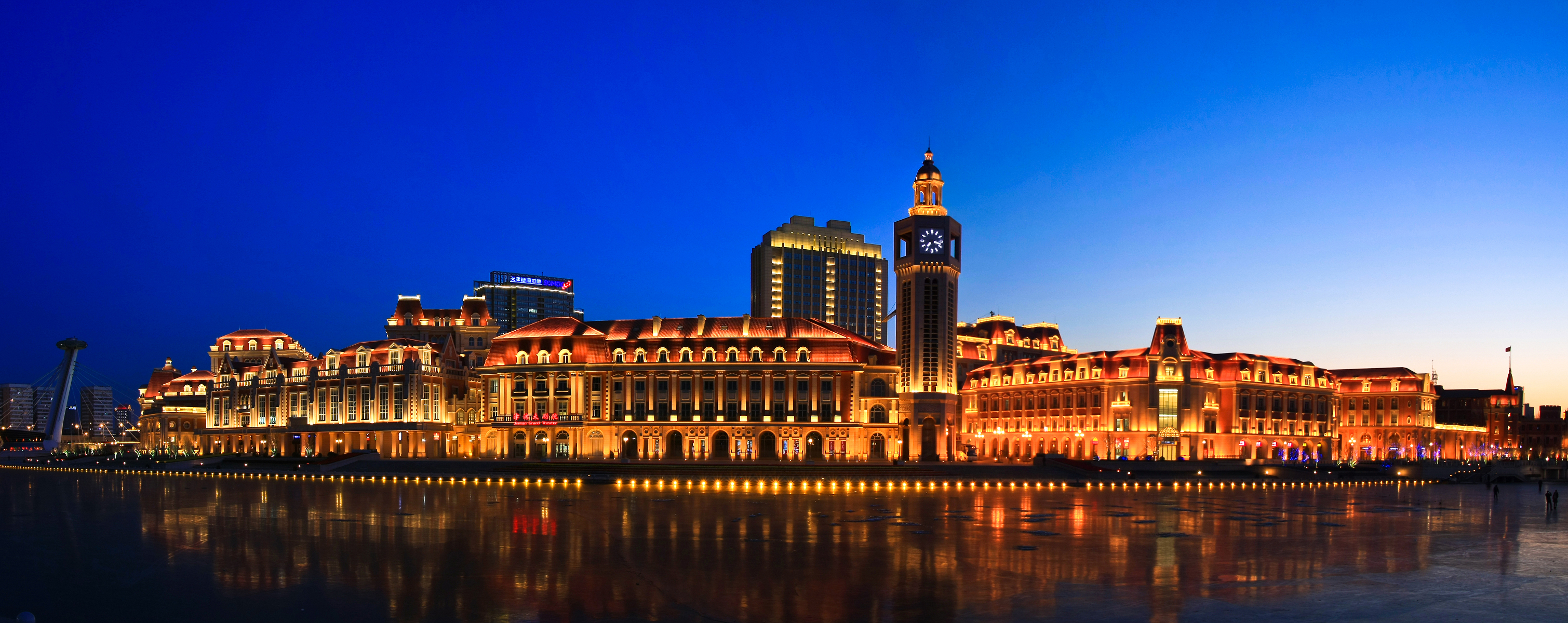
津湾広場
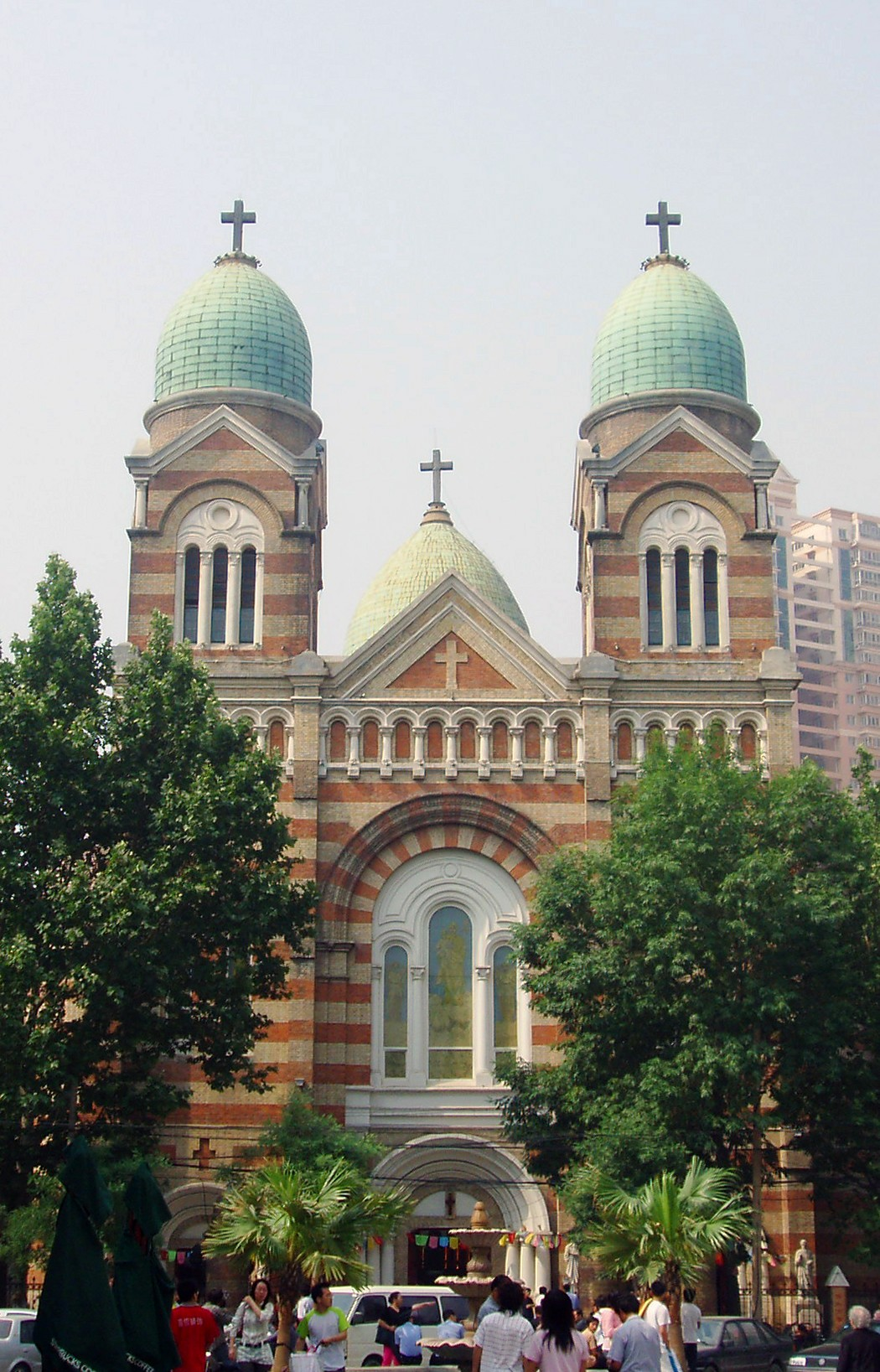
西開天主教堂
- 狗不理大酒店
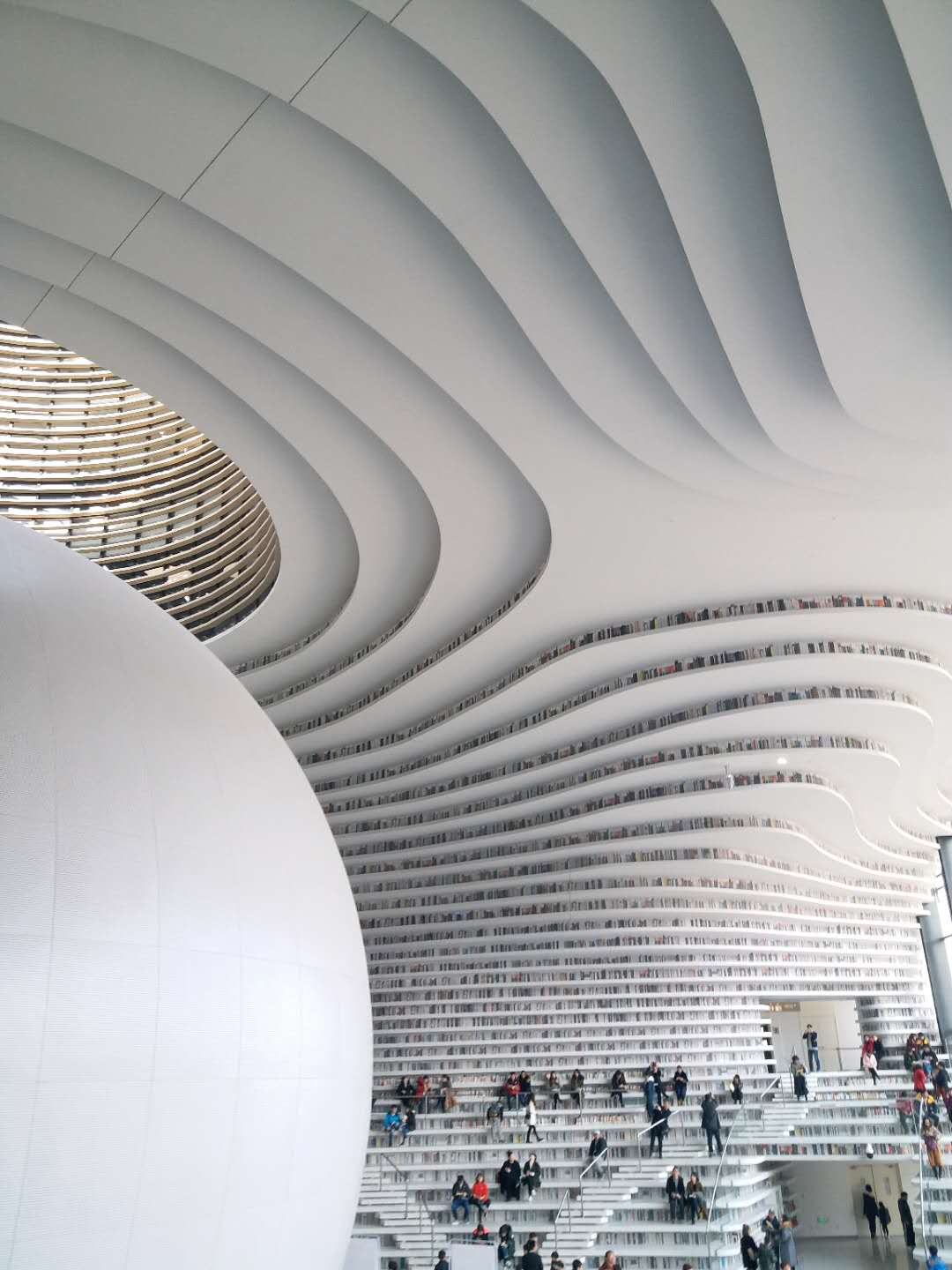
天津浜海図書館（2017年10月開館）
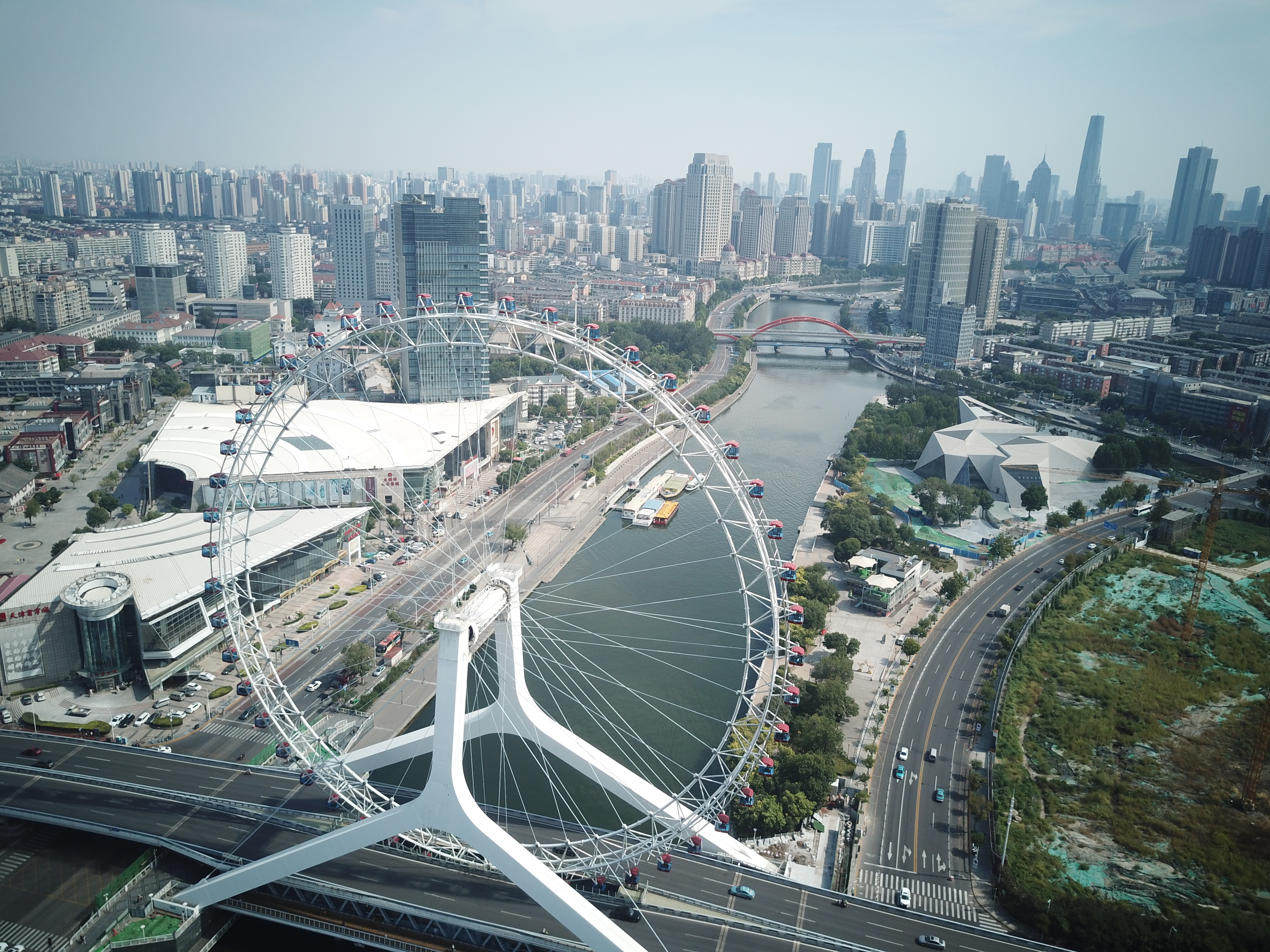
天津アイ

- 天津鼓楼
- 古文化街
- 天后宮
- 五大道
- 天津水上公園
- 津湾広場
- 西開天主教堂
- 天津浜海図書館
- 天津アイ

## 文化

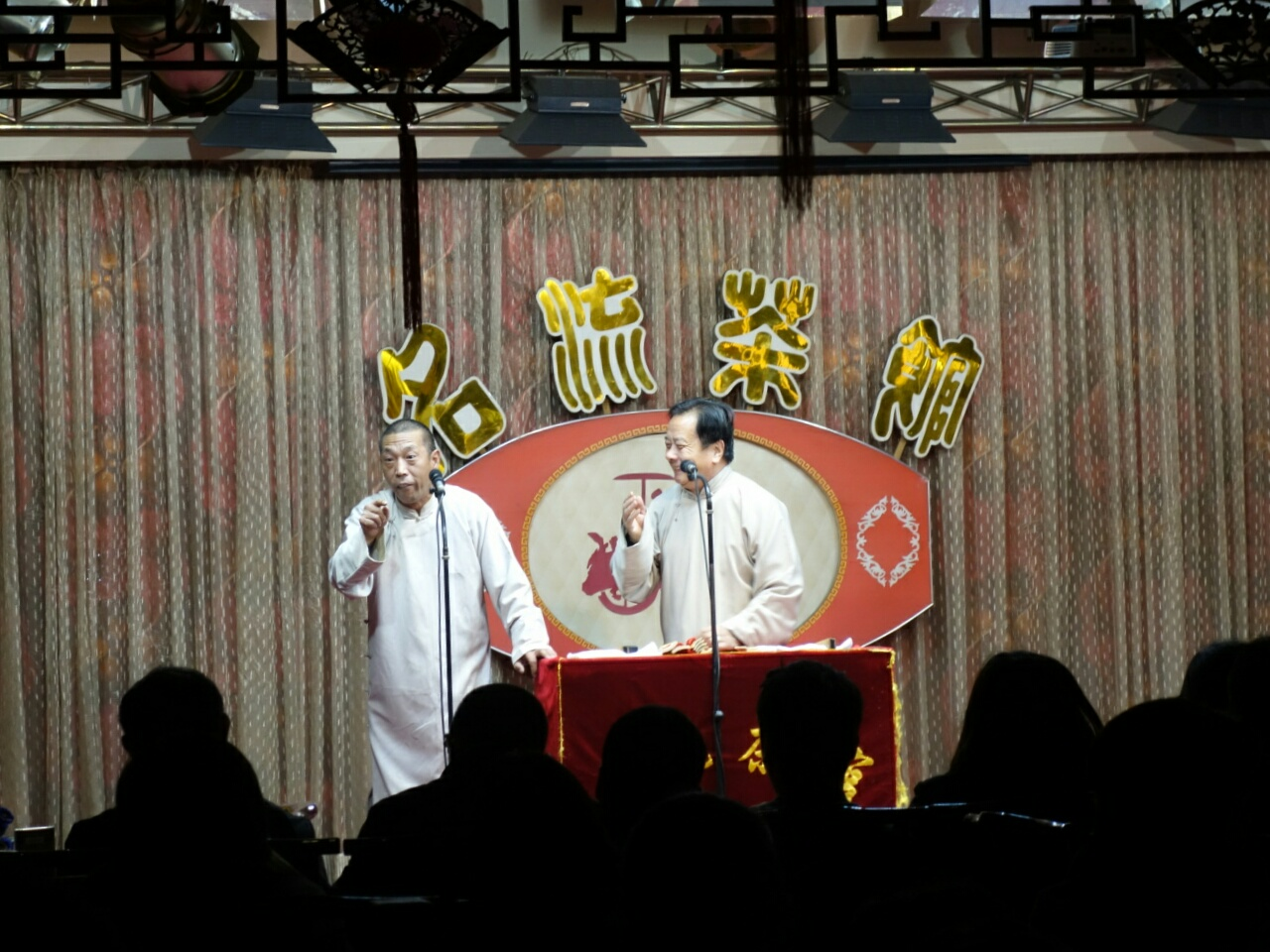
市内の茶館での相声の演技

北京と並ぶ相声の本場である。評書も盛んである。

### スポーツ
- 中国サッカー・スーパーリーグのプロチーム「天津泰達足球倶楽部」と「天津権健足球倶楽部」の本拠地。ホームスタジアムの泰達足球場が塘沽区にある。
- 中国バレーボールリーグのプロチーム「渤海銀行」の本拠地。
- 中国野球リーグのプロチーム「天津ライオンズ」の本拠地。
- 2008年北京オリンピック、サッカーの一次グループリーグが天津で開催された。
- 1995年、世界卓球選手権が行われた。
- 1999年、第34回世界体操競技選手権が行われた。
- 2012年、第九回中国全国大学生運動会が行われた。
- 2013年、第6回東アジア競技大会が行われた。

### 天津を舞台とした作品

#### 映画
- SPIRIT（2006年）
- ファイナル・マスター（中国語版）（2015年）
- 最後のランナー（英語版）（2016年）

## 出身･関連著名人
- 温家宝
- 潘慶林
- 陳淑梅
- 秦剛
- 広河隆一（フォトジャーナリスト）
- 藤井徳夫（イフジ産業創業者）
- ジョン・ハーシー（ジャーナリスト、小説家）